# Langues manubaranes
Les langues manubaranes sont une famille de langues papoues parlées dans le sud-Est de la Papouasie-Nouvelle-Guinée.

## Classification
Les langues manubaranes sont pour Malcolm Ross un des membres des langues papoues du Sud-Est qui regroupent plusieurs familles de langues du Sud-est de la Papouasie et qu'il inclut dans la famille hypothétique des langues de Trans-Nouvelle Guinée. Haspelmath, Hammarström, Forkel et Bank rejette cette proposition par manque de preuves concluantes et laissent aux langues manubaranes leur statut de famille de langues indépendante.

## Liste des langues
Les deux langues manubaranes sont les suivantes :
- doromu-koki
- maria